# Thân Cảnh Phúc
Thân Cảnh Phúc (chữ Hán: 申景福, 1030 - 1077), còn có tên là Cảnh Nguyên, Đạo Nguyên hay Cảnh Long, biệt danh Phò mã Áo chàm, tương truyền có thể là Thân Vũ Thành (theo thần tích các đền thờ về nhân vật này dọc bờ sông Lục Ngạn), là tù trưởng động Giáp châu Lạng, tức châu Quang Lang (hay châu Ôn, Lạng Sơn), ngày nay thuộc tỉnh Lạng Sơn của Việt Nam. Ông sinh ra trong gia đình nhiều đời làm thổ mục ở Động Giáp (là phần phía nam tỉnh Lạng Sơn và một phần phía bắc của tỉnh Bắc Giang), tức vùng giáp khẩu Kép, Lạng Giang (Bắc Giang), là người dân tộc Tày, vốn gốc họ Giáp, sau lấy công chúa của nhà Lý nên được vua nhà Lý đổi sang họ Thân và phong chức Tri châu. Thân Cảnh Phúc là người đã lãnh đạo một đội quân người dân tộc Tày dựa vào địa hình rừng núi hiểm trở, dùng chiến thuật du kích chống Tống, chiến đấu sau lưng đạo quân nhà Tống đến khi hi sinh, góp phần không nhỏ vào cho chiến thắng của nhà Lý trước nhà Tống năm 1077 ở phòng tuyến sông Như Nguyệt.

## Thân thế và gia thất
Thực ra, cả dân Động Giáp đều mang họ Giáp. Thời nhà Lý, triều đình rất coi trọng việc thắt chặt các quan hệ với tù trưởng các dân tộc thiểu số, đặc biệt là vùng biên giới phía Đông Bắc giáp với nhà Tống. Các tù trưởng họ Giáp ngay từ thời vua Lý Thái Tổ đã chủ động liên kết chặt chẽ với triều đình bằng các mối quan hệ gia tộc, thường là lấy công chúa nhà Lý. Điển hình từ thời ông của Thân Cảnh Phúc đến đời của ông đã có 3 đời liên tiếp lấy công chúa nhà Lý. Các tù trưởng động Giáp cũng đồng thời là các phò mã nhà Lý này cũng ra sức giúp đỡ triều đình, tạo nên một vùng biên cương ổn định phía bắc giáp nhà Tống. Ông nội của Thân Cảnh Phúc là Giáp Thừa Quý thời đứng đầu động Giáp được vua Lý cho lấy con gái và đổi họ sang họ Thân bằng việc ban thêm cho một nét chữ vào chữ Giáp (甲), tên họ, để trở thành chữ Thân (申). Giáp Thừa Quý được đổi tên thành Thân Thừa Quý. Từ đó, dân động Giáp phần nhiều mang họ Thân để ghi ơn vua, đây có thể được xem là một trong những nguồn gốc của họ Thân ở Bắc Giang và ở Lạng Sơn.
Cha đẻ của Thân Cảnh Phúc, là Thân Thiệu Thái là con của Thân Thừa Quý, khi làm chủ động Giáp, năm 1029 niên hiệu Thiên Thành thứ 2, triều vua Lý Thái Tông, đã được vua gả công chúa Lý Bình Dương cho làm Phò mã. Tới năm Canh Tý, niên hiệu Chương Thánh Gia Khánh thứ 2 (1060), triều Lý Thánh Tông, Thân Thiệu Thái đem quân sang huyện Như Ngao châu Tây Bình nhà Tống, đánh chiếm bắt được viên chỉ huy sứ Dương Bảo. Thân Cảnh Phúc là con trai của Thân Thiệu Thái với công chúa Bình Dương.
Tháng 3 âm lịch năm Kỷ Hợi, niên hiệu Chương Thánh Gia Khánh thứ nhất (1059), vua Lý Thánh Tông đi săn ở vùng Nam Bình (tức lưu vực sông Thương) thuộc châu Lạng, nhân đó ngự giá đến nhà Thân Cảnh Phúc.
Tháng 11 âm lịch năm Bính Ngọ, niên hiệu Long Chương Thiên Tự thứ nhất (1066), Thân Cảnh Phúc được vua Lý Thánh Tông gả con gái là công chúa Thiên Thành nhà Lý cho làm Phò mã.

## Sự nghiệp
Sau khi được làm Phò mã (năm 1066), Thân Cảnh Phúc được phong làm Châu mục Lạng Châu.
Năm 1075, Thân Cảnh Phúc cùng các tù trưởng Vi Thủ An, Tông Đản, Lưu Kế Tông, Hoàng Kim Mãn chỉ huy bộ binh đánh thẳng lên thành Ung Châu, phối hợp với đạo quân thái uý Lý Thường Kiệt đi bằng đường thủy tấn công Liêm Châu, tiêu diệt quân nhà Tống đang chuẩn bị xâm lược nước Đại Việt.
Mùa xuân năm 1077, 30 vạn quân Tống do Quách Quỳ và Triệu Tiết chỉ huy, theo đường ải Nam Quan Lạng Sơn ồ ạt tấn công Đại Việt (Việt Nam thời Lý Nhân Tông). Tới khu vực ải Chi Lăng, quân Tống gặp sự kháng cự quyết liệt của dân quân động Giáp do Thân Cảnh Phúc chỉ huy. Nhưng trước thế tấn công ồ ạt của đối phương, Thân Cảnh Phúc phải cho dân quân động Giáp rút lui vào rừng núi để bảo toàn lực lượng. Sau khi rút lui, Thân Cảnh Phúc cùng các tù trưởng khác là: Sầm Khánh Tuân, Nùng Trọng Linh,... tổ chức dân binh Động Giáp dùng chiến thuật du kích tiêu hao sinh lực quân Tống, quấy rối vùng sau lưng của chúng, góp phần làm chậm sức tiến của quân Tống, giúp cho quân đội chính quy của nhà Lý do Lý Thường Kiệt chỉ huy chặn được quân Tống tại phòng tuyến sông Như Nguyệt (sông Cầu).
Trong vùng tạm chiếm, ông thực hiện vườn không nhà trống, địch đến ông "cho dân rút hết vào rừng, chỉ để một vài người ốm yếu ở nhà", giặc phải thừa nhận: "Lưu Kỷ, Thân Cảnh Phúc đều cầm cường binh". Chúng nhận xét về Thân Cảnh Phúc và đội dân binh giàu lòng yêu nước, chiến đấu gan dạ của ông: "Thấy quân Tống đi lẻ loi thì ra giết chết hoặc bắt về. Người đó quả là một vị thiên thần".
Trong một trận chiến ở vùng Lục Ngạn, Thân Cảnh Phúc tử trận.

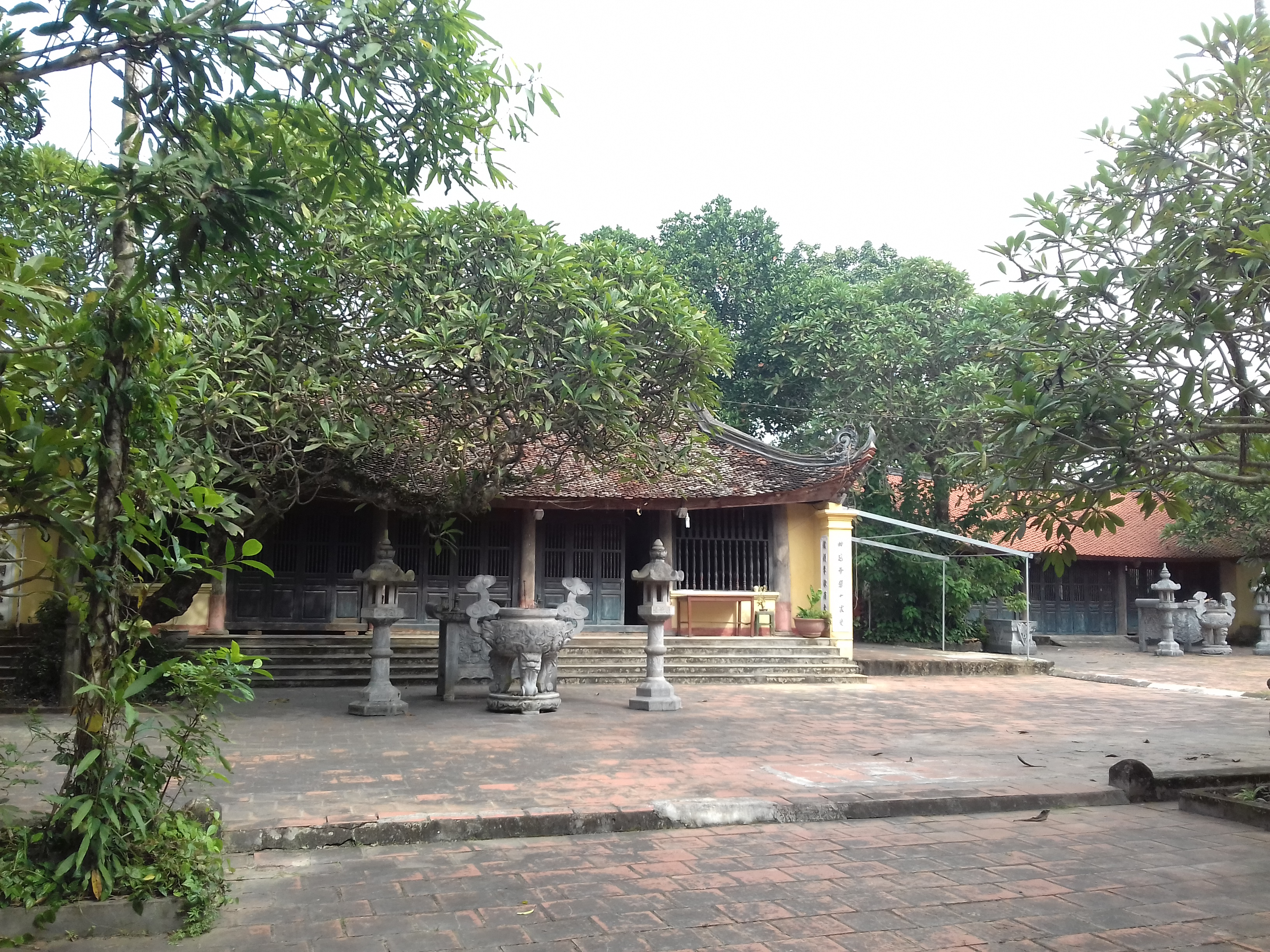
Di tích đền Từ Hả ở Lục Ngạn, Bắc Giang

## Thờ phụng
- Thân Cảnh Phúc được phụng thờ tại các đình làng đều mang tên Đình Thân, với tên gọi Thân Vũ Thành, cùng Cao Sơn, Quý Minh (có thể là Thừa Quý và Thiệu Thái) và các công chúa nhà Lý, nằm tại: xã Hương Sơn huyện Lạng Giang, thị trấn Đồi Ngô huyện Lục Nam tỉnh Bắc Giang. Đình Thân ở Đồi Ngô, còn có một đạo sắc phong cổ và các câu đối nói về công lao của tướng quân Vũ Thành và các công chúa nhà Lý. Đình Thân này đã được Bộ Văn hóa Thông tin nước Cộng hòa Xã hội chủ nghĩa Việt Nam cấp bằng công nhận Di tích Lịch sử - Văn hóa (cấp nhà nước) ngày 28 tháng 4 năm 1994.[3]
- Đình làng Tòng Lệnh thuộc thôn Tòng Lệnh, xã Trường Giang, huyện Lục Nam (nơi ông chào đời) cũng thờ ông với tên Vũ Công Thành là tên khai sinh của ông, tại Tòng Lệnh vẫn còn Đền thờ Mẫu tức mẹ của vị tướng Áo chàm-ông tổ của Chiến tranh du kích của Việt Nam. Đầu năm 2007 nhà nước đã công nhận đình làng là di sản văn hóa cấp tỉnh (theo quyết định số 5110/QĐ-BVHTT ngày 10 - 11 - 2006). Lễ hội được tổ chức trong 3 ngày từ ngày 05 đến ngày 07 tháng giêng hàng năm.
- Đình Thổ Hà, thuộc làng Thổ Hà, xã Vân Hà, huyện Việt Yên, Bắc Giang.
- Khu di tích đền Từ Hả (thuộc xã Hồng Giang, huyện Lục Ngạn, Bắc Giang) nằm trọn trên núi Kỳ Lân (Kỳ Sơn) là một khu đất có địa thế đẹp. Trước núi là sông Lục Nam và núi Yên Tử, phía sau là vòng cung Bắc Sơn và dãy Bảo Đài, Thái Hoà hùng vĩ, bên tả, bên hữu là thung lũng sông Lục Nam chạy dọc theo tuyến lộ Đông Bắc, nối liền Hà Bắc (trước đây) với miền núi cao Lạng Sơn. Đền Từ Hả là một trung tâm của những nơi thờ tướng quân Vũ Thành, nên tại đền Thượng, tượng Tướng quân được đặt ở vị trí trang trọng nhất. Tượng tạc từ thời Lê, sơn thiếp vàng son lộng lẫy uy nghi. Tới nay hình tượng Vũ Thành vẫn còn ghi đậm trong tâm trí của nhân dân đôi bờ sông Lục. Đền Từ Hả thờ Tướng quân Vũ Thành với duệ hiệu: Đương Cảnh thành hoàng, tri biên đầu thượng tướng quân Vũ Thành tôn thần.
- Theo truyền thuyết mà nhân dân kể lại: xưa kia có một vị Tướng quân - tức Tướng quân Vũ Thành (nhân dân miền núi thường gọi là Vua) đánh giặc bị đứt lìa đầu ra khỏi cổ, ông đã tìm hỏi 100 người xem liệu mình còn được sống không, hỏi đến 99 người họ nói là sống, còn một người cuối cùng nói rằng "cây bị chặt thì cây còn mọc chồi, người đứt lìa cổ làm sao mà còn sống được" thế là ông ấy chết, nghe nói ông bị giặc phương Bắc chém đứt cổ và được ngựa đưa về từ một Ải ở Lạng Sơn về đi qua xã Nam Quan, huyện Lộc Bình, tỉnh Lạng Sơn thì ngựa dừng nghỉ một lần, về đến Ải Khả Lý (hay còn gọi là Ly Sa) tức làng Đồn xã Sa Lý, huyện Lục Ngạn, tỉnh Bắc Giang ngày nay, ngựa lại nghỉ một lần. Những nơi ngựa đưa xác ông về và dừng nghỉ có những giọt máu chảy xuống và những nơi đó đã được nhân dân địa phương lập Đình thờ, ở Đình làng Đồn trước đây nhân dân đã từng ra lễ hội và dâng hương vị này vào ngày 4 tháng Giêng hàng năm. Hiện nay Đình làng Đồn đã được nhân dân tự đóng góp xây dựng lại (2014) do mất bản Sắc Đình nên bà con nơi đây đã mong được ai đó biết về Sắc Đình ấy để nhân dân tiến hành quy hồi lại và làm lễ cho Ngài vào nhà mới.

## Một số địa danh gắn liền với tên tuổi và sự nghiệp
1. Thôn "Tòng Lệnh" có nghĩa là ẩn mình "Đợi Lệnh", tại đây, Phụ mẫu của Ông Vũ Công Thành đã sinh hạ ra ông, ở đây vẫn còn nơi Đền thờ Mẫu (mẹ của Vũ Công Thành). Thôn Tòng Lệnh ngày nay thuộc xã Trường Giang, huyện Lục Nam, tỉnh Bắc Giang có địa hình rất hiểm trở. Nằm ở phía Đông Nam của huyện Lục Nam, nơi đây cách trung tâm của huyện khoảng 20 km theo tuyến trục đường huyện, đây là miền đất có lịch sử phát triển lâu đời. Phía Đông Tây Bắc có dòng sông Lục Nam 4 mùa trong xanh bao bọc 3 phía, phía Đông Tây Nam có cánh rừng gắn liền với dẫy Huyền Đinh hùng vĩ vây quanh, tạo thành một thế non nước sơn thủy hữu tình. Địa lý tự nhiên của Tòng Lệnh có một không hai, một bề là rừng núi trùng trùng điệp điệp, mặt kia là dòng sông Lục Nam chảy thành vòng cung ôm trọn cả thôn. Theo các nhà phong thủy, Tòng Lệnh là nơi tụ được khí thiêng của trời đất, nhưng giao thông đi lại rất khó và nguy hiểm, nên Tòng Lệnh, từ xa xưa là nơi lý tưởng để cất giấu và nuôi dưỡng an toàn cho những mộng lớn. Theo khảo sát các vùng lân cận, các bô lão đều khẳng định rằng Tòng Lệnh từ xưa đã được coi như là cái nôi có nhiều người tài, thời nào cũng có và đã có rất nhiều cao nhân chọn làm nơi ở ẩn, nơi an toàn để nuôi dưỡng chí lớn đợi ngày Tổ quốc cần. Vị anh Hùng dân tộc Vũ Công Thành là một trong những người con của đất này, ngay từ khi còn nhỏ Vũ Công Thành ngày ngày tập trận đánh giặc, nên hiện nay vào chính ngày hội của thôn Tòng Lệnh ngày 07 tháng riêng - việc diễn tập đánh trận giả là một nghi lễ bắt buộc để nghênh rước Thánh (Thần Hoàng Làng). Nghi lễ này, là một nét riêng biệt đặc sắc, là một di sản văn hóa phi vật thể chỉ có ở thôn Tòng Lệnh còn bảo tồn được, vì nơi này Ông đã được sinh ra, lớn nên, tập trận, đã giúp hình thành chiến thuật và binh pháp đánh du kích của Ông sau này. Nhưng khi ông trưởng thành, một hôm con chó của gia đình ông bơi qua Sông Lục Nam sang đất Bồng Lai (nay là xóm Bòng) sinh ra 10 con chó con. Thấy vậy, Gia đình ông cho là đất lành, nơi có giao thông thuận tiện hơn Thôn Tòng Lệnh, nên cả nhà chuyển sang Bồng Lai để tiện cho việc giúp nước giúp dân. Vũ Công Thành chỉ huy quân nhân bản địa đánh giặc ngoại xâm, đội quân đa phần là họ Giáp của ông đã chiến thắng rất nhiều trận đánh, được Vua Nhà Lý gả công chúa Thiên Thành làm vợ và ban cho thanh Bảo kiếm. Ông là người lấy chữ "Hiếu" và chữ "Nghĩa" làm trọng, nên trước mọi trận đánh, trước khi xuất quân đi đánh giặc, Ông luôn từ biệt mẹ già và vợ hiền (nên có địa danh là Cầu Từ, thôn Từ Xuyên - có nghĩa là thường xuyên từ biệt), và khi về đến gần nhà thì xuống ngựa (có địa danh là Cầu Hạ Mã - thuộc thôn Hạ Mã ngày nay). Các địa danh này gần với Đền Bồng Lai (một trong các nơi thờ Ông).
2. Đền Bồng Lai được nhân dân xây dựng ngay chính Gốc cây Thị (hàng nghìn năm tuổi) - xóm Bòng hoặc thôn Bòng (xã Phượng Sơn, huyện Lục Ngạn ngày nay), trước kia thôn Bòng có tên được ghi trên bia đá là Bồng Lai, là đại bản doanh của Đội quân du kích của Vũ Công Thành. Tại gốc thị hàng nghìn năm tuổi này, chính là nơi mà con chó của gia đình Ông bơi từ thôn Tòng Lệnh qua sông Lục Nam (Sông còn có tên khác là sông Lục Ngạn) và đã sinh ra 10 con chó con ở gốc thị.
3. Đền Từ Hả: là một trong các nơi thờ Ông nằm rải rác dọc theo sông Lục Nam. Ông bị hy sinh sau trận đánh với Quân Nam Tống, khi đó Động Giáp nằm ở phía sau của chiến tuyến sông Như Nguyệt (Lý Thường Kiệt chỉ huy), ngựa của ông đã mang ông về đến Từ Hả (Hồng Giang, Lục Ngạn) thì ngã xuống. Sau khi ngã xuống, mối đùn thành đống cao phủ hết phần thi thể của Ông chỉ qua một đêm, nhân dân lập Đền thờ để tưởng nhớ đến công lao của Ông - vị anh hùng dân tộc Vũ Công Thành.